# Oberorschel
Oberorschel ist ein Ortsteil von Niederorschel im Landkreis Eichsfeld in Thüringen.

## Lage
Oberorschel liegt an der Landesstraße 2048 von Niederorschel nach Kleinbartloff. Weiter nördlich verläuft die Bundesautobahn 38 mit Anschluss bei Breitenworbis. Die Gemarkung liegt am Fuße des Dün im Eichsfelder Kessel und wird ackerbaulich genutzt.

## Geschichte
Im Jahr 1227 wurde der Ort erstmals urkundlich genannt. Hier befand das ehemalige Gut Oberorschel, das im Besitz der Familie von Hagen war. Nach der Enteignung riss man Teile des Gutshauses ab und errichtete mehrere Neubauernhöfe.